# Taktser
Taktser er en landsby i regionen Amdo i det nordlige Tibet, hvor Tenzin Gyatso, den 14. Dalai Lama, er født.
Stedet ligger højt over en dal beboet af kinesiske hui-muslimer. Få blandt lokalbefolkningen kalder landsbyen ved dens tibetanske navn Takster. Selv om 70% af befolkningen er etniske tibetanere, taler ingen flydende tibetansk. Da Dalai Lama blev født, var Amdo kontrolleret af den muslimske krigsherre Ma Bufang, så Dalai Lama og hans familie lærte ikke tibetansk før de flyttede til Lhasa i 1939.
Stedet er en udpost i Kinas enorme, vestlige højlandsregion, hvor en bonde tjener under 4.000 kroner om året; men lokalregeringen investerer store pengebeløb i infrastruktur og nybyggeri. Hver af de 54 familier har fået 20.000 kroner til at udbedre hjemmet. Også Dalai Lamas fødested er blevet renoveret.